# Sì (album)
Sì prodotto da Mauro Malavasi che cura gli arrangiamenti. è il sedicesimo album in studio del cantante italiano Andrea Bocelli pubblicato il 26 ottobre 2018. vende 2 milioni di copie nel mondo.

## Descrizione
È il primo album di brani pop inediti dopo 14 anni dalla pubblicazione di Andrea del 2004 e contiene duetti con Dua Lipa, Ed Sheeran, Josh Groban e il soprano Aida Garifullina. L'album vede inoltre il ritorno alla musica di Riccardo Del Turco, autore del brano Vivo.

## Promozione
L'uscita di Sì è stata anticipata dalla pubblicazione del primo singolo If Only, presentato il 15 giugno in versione italiana, spagnola e inglese. Il 20 settembre è stato pubblicato anche il secondo singolo Fall on Me in duetto con suo figlio Matteo Bocelli.
Il 26 novembre 2018 è uscito il video per il brano Ave Maria Pietas in duetto con Aida Garifullina, diretto da Gaetano Morbioli. Il 22 febbraio 2019 è stata la volta di quello per Amo soltanto te in duetto con Ed Sheeran, nuovamente diretto da Morbioli.
L'8 novembre 2019 è uscita la riedizione dell'album, intitolata Sì Forever - The Diamond Edition e contenente gli inediti Alla gioia, Return to love, Ragazzo mio (Danny Boy), Il mare calmo della sera (25th Anniversary Version), Dormi dormi Lullaby.

## Tracce

### Si(lingua italiana)
Edizione standard (America, Europa)
1. Ali di libertà – 3:32
2. Amo soltanto te (feat. Ed Sheeran) – 3:20
3. Un'anima – 4:31
4. If Only (feat. Dua Lipa) – 3:37
5. Gloria the Gift of Life – 3:47
6. Fall on Me (feat. Matteo Bocelli) – 4:18
7. We Will Meet Once Again (feat. Josh Groban) – 3:55
8. I Am Here – 3:49
9. Vertigo (with Raphael Gualazzi at the piano) – 4:35
10. Vivo – 4:22
11. Dormi dormi – 4:06 (Mauro Malavasi)
12. Ave Maria Pietas (feat. Aida Garifullina) – 4:12 (Mauro Malavasi)

Edizione standard (Francia)
1. Un rêve de liberté

Edizione standard (Taiwan)
1. If Only (Mandarin Version) (feat. Dua Lipa) – 3:37

1. If Only (feat. Dua Lipa) – 3:37

Edizione deluxe (America, Europa, Taiwan)
1. Meditation\ – 4:09
2. Miele impuro – 3:09
3. Sono qui (Acoustic Version) – 4:25
4. Ali di libertà (Acoustic Version) – 3:33

Tracce bonus nell'edizione deluxe di Target (America)
1. Serenata Moonlight
2. Qualcosa più dell'oro (Acoustic Version)

DVD bonus nell'edizione deluxe giapponese
1. If Only (Lyrical Video) – 3:37
2. If Only (Live at Alpemare) – 3:37
3. Fall on Me (Music Video feat. Matteo Bocelli) – 4:18

### Si(lingua spagnola)
Edizione standard (Messico)
1. Alas de libertad – 3:32
2. Amo soltanto te (feat. Ed Sheeran) – 3:20
3. Un'anima – 4:31
4. Tú eres mi tesoro – 3:39
5. Gloria por la vida – 3:47
6. Ven a mí (feat. Matteo Bocelli) – 4:18
7. We Will Meet Once Again (feat. Josh Groban) – 3:55
8. Estoy aquí – 3:49
9. Vertigo (with Raphael Gualazzi at the piano) – 4:35
10. Vivo otra vez contigo – 4:22
11. Duerme duerme – 4:06
12. Ave Maria Pietas (feat. Aida Garifullina) – 4:12
13. If Only (feat. Dua Lipa) – 3:37

### Si Forever - The Diamond Edition
Edizione standard (Europa, America)
1. Alla gioia (Ode to Joy)
2. Return to Love (feat. Ellie Goulding)
3. Un rêve de liberté
4. Ragazzo mio (Danny Boy)
5. Il mare calmo della sera (25th Anniversary Version)
6. Dormi dormi Lullaby (feat. Jennifer Garne)
7. Amo soltanto te (feat. Ed Sheeran) – 3:20
8. If Only (feat. Dua Lipa) – 3:37
9. Fall on Me (feat. Matteo Bocelli) – 4:18
10. Un'anima – 4:31
11. Miele impuro – 3:09
12. Gloria the Gift of Life – 3:47
13. Vertigo (with Raphael Gualazzi at the piano)
14. I Am Here – 3:49
15. Ave maria pietas (feat. Aida Garifullina)

Tracce bonus nell'edizione di Target
1. Serenata Moonlight
2. Qualcosa più dell'oro (Acoustic Version)

## Formazione
- Andrea Bocelli - voce, cori
- Mauro Malavasi - tastiera, pianoforte cori, percussioni, programmazione, sintetizzatore, direzione d’orchestra, arrangiamento
- Alessandro Magri - arrangiamento, direzione d'orchestra, programmazione sintetizzatore
- Bernie Herms - tastiera, arrangiamento
- Pierpaolo Guerrini - tastiera, arrangiamento
- Maurizio sansone - tastiera
- Amos Bocelli - pianoforte
- Piero Perelli, Gianluca Mirra, Lele Melotti - batteria
- Paolo costa - basso
- Fausto Mesolella - chitarra classica
- Fausto Sgandurra - chitarra acustica
- Emidio Ausiello - percussioni
Produzione
  - Mauro Malavasi – produzione, missaggio, mastering
  - Alessandro Magri - produzione, Sound engineer, additional missaggio, montaggio
  - Bernie Herms - produzione
  - Pierpaolo Guerrini - produzione

## Registrazione
- Audio Engine Music / LogicPro Ferrara

## Successo commerciale
In pochi giorni, dopo aver guadagnato la vetta nel Regno Unito, l'album ha raggiunto il primo posto della classifica Billboard 200 degli album più venduti negli Stati Uniti d'America davanti a A Star Is Born Soundtrack di Lady Gaga e Bradley Cooper diventando così il primo italiano a riuscirci (nel 1958 Domenico Modugno con Nel blu dipinto di blu arrivò invece al primo posto della Billboard Hot 100, la classifica dei singoli); ben otto album del tenore sono entrati nella Top 10 statunitense con due secondi posti ottenuti con My Christmas (2009) e Passione (2013).

## Classifiche

### Classifiche settimanali
| Classifica (2018-22) | Posizione massima |
| -------------------- | ----------------- |
| Australia            | 7                 |
| Austria              | 10                |
| Belgio (Fiandre)     | 3                 |
| Belgio (Vallonia)    | 29                |
| Canada               | 3                 |
| Corea del Sud        | 34                |
| Francia              | 16                |
| Germania             | 10                |
| Giappone             | 23                |
| Grecia               | 8                 |
| Irlanda              | 3                 |
| Italia               | 6                 |
| Paesi Bassi          | 7                 |
| Polonia              | 2                 |
| Portogallo           | 15                |
| Regno Unito          | 1                 |
| Repubblica Ceca      | 18                |
| Slovacchia           | 8                 |
| Stati Uniti          | 1                 |
| Spagna               | 22                |
| Svizzera             | 10                |
| Ungheria             | 11                |

### Classifiche di fine anno
| Classifica (2018) | Posizione |
| ----------------- | --------- |
| Australia         | 81        |
| Belgio (Fiandre)  | 48        |
| Germania          | 95        |
| Irlanda           | 18        |
| Italia            | 49        |
| Paesi Bassi       | 98        |
| Polonia           | 31        |
| Regno Unito       | 12        |
| Ungheria          | 64        |
| Classifica (2019) | Posizione |
| Ungheria          | 69        |
| Classifica (2021) | Posizione |
| Polonia           | 66        |